# Ріверв'ю-Естейтс (Міссурі)
Ріверв'ю-Естейтс (англ. Riverview Estates) — селище (англ. village) в США, в окрузі Кесс штату Міссурі. Населення — 78 осіб (2020).

## Географія
Ріверв'ю-Естейтс розташований за координатами 38°44′56″ пн. ш. 94°31′29″ зх. д. / 38.74889° пн. ш. 94.52472° зх. д. (38.748856, -94.524603).  За даними Бюро перепису населення США в 2010 році селище мало площу 0,62 км², уся площа — суходіл.

## Демографія
Згідно з переписом 2010 року, у селищі мешкали 82 особи в 28 домогосподарствах у складі 24 родин. Густота населення становила 132 особи/км².  Було 29 помешкань (47/км²).
Расовий склад населення:
| - 96,3 % — білих |

До двох чи більше рас належало 3,7 %. Частка іспаномовних становила 1,2 % від усіх жителів.
За віковим діапазоном населення розподілялося таким чином: 30,5 % — особи молодші 18 років, 56,1 % — особи у віці 18—64 років, 13,4 % — особи у віці 65 років та старші. Медіана віку мешканця становила 45,0 року. На 100 осіб жіночої статі у селищі припадало 95,2 чоловіків;  на 100 жінок у віці від 18 років та старших — 111,1 чоловіків також старших 18 років.
Середній дохід на одне домашнє господарство  становив 94 769 доларів США (медіана — 89 375), а середній дохід на одну сім'ю — 92 330 доларів (медіана — 98 125). За межею бідності перебувало 5,0 % осіб, у тому числі 10,0 % дітей у віці до 18 років та 0,0 % осіб у віці 65 років та старших.
Цивільне працевлаштоване населення становило 57 осіб. Основні галузі зайнятості: освіта, охорона здоров'я та соціальна допомога — 35,1 %, виробництво — 12,3 %, роздрібна торгівля — 10,5 %, науковці, спеціалісти, менеджери — 10,5 %.